# 佐藤善一
佐藤 善一（さとう ぜんいち、1906年3月15日 - 2004年9月27日）は、日本の作家、政治家。

## 生涯
岩手県生まれ。岩手県師範学校卒業。刈屋小（下閉伊郡刈屋村（のち、新里村、現・宮古市））に赴任する。その後、短期現役兵として青森連隊に入隊する。除隊後は刈屋小に復帰し、岩手師範学校専攻科へ入る。教職の傍ら『人民文庫』に投稿し、1939年「龍の髭」で芥川賞候補となり宇野浩二に師事。1944年「とりつばさ」で直木賞候補となるが芥川賞にこだわり辞退。この間、山田町にある大沢小教諭となり、同校長となる。1942年に校長を退職後、山田町会議員を経て、山田町長となる。
1946年に山田町長を退職するが、公職追放に遭う。農業にたずさわりつつ新聞連載などをし、1955年町長に復職、1967年まで三期務め、1967年-1979年岩手県議会議員を三期務める。没後従五位受勲。

## 著書
- 『鞭牛』未来社 1958
- 『吉里吉里善兵衛』未来社 1960
- 『熊山だち』芦書房 1964
- 『狸紋様』芦書房 1965
- 『旅情』芦書房 1966
- 『佐藤善一作品』津軽書房 1973
- 『盲暦』津軽書房 1974
- 『遠野 小説集』津軽書房 1977
- 『妄想部落』津軽書房 1977
- 『わたしの宇野浩二』毎日新聞社 1978
- 『山河あり』津軽書房 1982
- 『幽囚の門 小説集』津軽書房 1984
- 『夢幻の女』津軽書房 1985
- 『鴎霞露物語』其の1-7 津軽書房 1987-1992
- 『三十一、五六 佐藤善一歌文集』津軽書房 1998
- 『三十一、五六 佐藤善一歌文集 爼の2』川口印刷工業 1999
- 『三十一、五六 佐藤善一歌文集 爼も3』川口印刷工業 2000